# Piyaya (Ngorongoro)
Piyaya ist ein Verwaltungsbezirk (Ward) des Distrikts Ngorongoro in der tansanischen Region Arusha.

## Geografie
Piyaya liegt im Norden von Tansania etwa 150 Kilometer Luftlinie nordwestlich von Arusha im gebirgigen Teil der Hochfläche der Crater Highlands in großteils über 1500 Meter Seehöhe. Der Bezirk grenzt im Norden an Arash, im Osten an Malambo, im Süden an Olbalbal und im Westen an den Distrikt Bariadi der Region Mara.
Das Gebiet ist 571 Quadratkilometer groß und bei der Volkszählung 2022 lebten hier 6203 Menschen in 1470 Haushalten.

## Gliederung
Piyaya besteht aus zwei Gemeinden (Mtaa) mit sieben Orten (Kitongoji):
| Kesile - Kesile - Esilalei - Ngorika - Elerai | Piyaya - Madukani - Sengeretuny - Olopiriki |

## Wirtschaft und Infrastruktur
- Gesundheit: In Piyaya befindet sich eine private Apotheke, die auch kleine chirurgische Eingriffe vornimmt.[7]

## Sonstiges
Mit der Errichtung des 1502 Quadratkilometer großen Pololeti-Wildreservats wurde auch Viehzüchtern von Piyaya Zugang zu Weideland verwehrt. Dies führte zu Konflikten zwischen den Massai-Viehzüchtern und den Artenschutzbehörden.